# 쇼지 (연호)
쇼지(正治, しょうじ)는 일본의 연호(元号) 중 하나이다.
- 전후 : 겐큐(建久) 이후 - 겐닌(建仁) 이전.
- 시기 : 1199년 ~ 1200년
- 천황 : 쓰치미카도 천황
- 인세이 : 고토바 상황
- 쇼군 : 가마쿠라 막부의 미나모토 노 요리토모 (사후에는 공석)

## 개원(改元)
- 겐큐 10년 4월 27일(율리우스력 1199년 5월 23일), 개원.
- 쇼지 3년 2월 13일(율리우스력 1201년 3월 19일), 겐닌으로 개원된다.

## 출전
『장자·어부』의 「天子、諸侯、太夫、庶人、此四者、自正、治之美也」.

## 쇼지 시기에 일어난 일
- 원년
  - 미나모토 노 요리토모가 급사한 뒤 미나모토 노 요리이에가 뒤를 잇는다.

## 서력과의 대조표
| 쇼지 | 원년   | 2년    | 3년    |
| ---- | ------ | ------ | ------ |
| 서력 | 1199년 | 1200년 | 1201년 |
| 간지 | 기미   | 경신   | 신유   |

## 같이 보기
- 일본의 연호 일람
- 정치(正治) : 대리국의 연호(1027년 ~ 1041년)
- 정치(正治) : 베트남 레 왕조(黎朝)의 연호(1558년 ~ 1571년)

| 이전 겐큐 | 일본의 연호 1199년 ~ 1201년 | 다음 겐닌 |